# Hugh McLennan
Pour les articles homonymes, voir McLennan.
Ne doit pas être confondu avec l'auteur canadien Hugh MacLennan.
Hugh McLennan  (26 juin 1825-22 novembre 1899) est un marchand et homme montréalais d'origines écossaises.

## Biographie
Fils de John McLennan qui arrive au Canada à partir de l'Écosse en 1802, McLennan naît à Lancaster dans le Haut-Canada. Après avoir fait son éducation dans le comté de Glengarry, il aménage à Montréal en 1842. Après avoir fait divers boulots, il travaille comme commissaire de bord pour les navires voyageant entre Montréal et Kingston. Obtenant une promotion en 1850, il s'installe à Kingston avant de revenir à Montréal. En 1853, il fonde avec son frère une compagnie de livraison de grains, plus tard connue sous le nom de Montreal Transportation Company dans laquelle McLennan agit à titre de président. En 1856, il S'installe à Chicago pour devenir marchand de porc et de bacon.
De retour à Montréal en 1867, il sert comme directeur de plusieurs compagnies dont la Banque de Montréal, la Canada Paper Compagny, la British America Fire and Life Assurance Company et la Sun Life. Plus tard, il sert comme président de la International Coal Company Ltd et la Black Diadmond Steamship Company. Président de la Chambre de commerce de Montréal, où il représente les activités portuaires de la Montreal Harbour Commission, il siège également au conseil des gouverneurs de l'Université McGill et comme président de la St. Andrew's Society of Montreal de 1855 à 1886. Il se retire du monde des affaires en 1898.
McLennan épouse Isabelle Stewart, fille de l'homme politique Neil Stewart,. Son fils John Stewart McLennan sert au Sénat du Canada de 1916 à 1939.
Il meurt à Montréal à l'âge de 74 .